# 八月の庵―僕の「方丈記」体験
『八月の庵―僕の「方丈記」体験』（はちがつのいおり ぼくのほうじょうきたいけん）は、村上春樹のエッセイ。
『太陽』1981年10月号の特集「遁世は可能か 『方丈記』を読む」のために書かれた。現在に至るまで単行本にも『村上春樹全作品 1979～1989』（講談社）にも収録されていない。

## 内容
松尾芭蕉の幻住庵
国語教師であった村上の父親は、著者が小学生の頃、学生を集めて俳句サークルのようなものをやっていて、何ヶ月かに一度句会を兼ねた遠出をしていた。松尾芭蕉が4ヶ月間隠棲したという、滋賀県大津市にある「幻住庵（げんじゅうあん）」で句会が行われた際、村上も何度か連れいってもらったという。
死とは変形された生に過ぎない
幻住庵の四畳半ばかりの部屋で句会が行われている間、著者は一人で縁側に座り、ぼんやりと外の景色を眺めながら「人の死」について思う。「死はそれまでの僕の生活にほとんど入り込んでこなかった。（中略） しかしその庵にあっては、死は確実に存在していた。それはひとつの匂いとなり影となり、夏の太陽となり蟬の声となって、僕にその存在を訴えかけていた。死は存在する、しかし恐れることない、死とは変形された生に過ぎないのだ、と。」
村上は本エッセイを発表した翌年、上記の実感を短編小説に書きあらわす。短編小説『螢』の中で、高校時代に友人の自死を体験した主人公は「死は生の対極としてではなく、その一部として存在している。（中略） 文鎮の中にもビリヤード台に並んだ四個のボールの中にも死は存在していた。そして我々はそれをまるで細かいちりみたいに肺の中に吸い込みながら生きてきたのだ」と述べる。
この『螢』の箇所は長編小説『ノルウェイの森』にまるごと生かされ、同作品を貫く基調低音となった。
父親
両親についてまれにしか語らない著者であるが、本エッセイでは父親との交流が具体的にいくつか書かれてある。次の記述はその中のひとつ。「中学校に上がった頃から父親は僕に古典を教え始め、それは高校を出るまでの六年間ずっと続いた。万葉集から西鶴に至るまでの主な作品は全部である」
平家物語、雨月物語、方丈記
『風の歌を聴け』を書いた当時、まわりから「翻訳小説みたいだね」と言われ、自分でもそう思っていたとき、何人かの人から「文体自体は翻訳小説調だが、情緒はとても日本的」「いろんなギャップを解決しようとはせずにそのままの形で呑みこむところが極めて日本的だ」と評された。それがある種のきっかけとなり「昔父親に読まされた古典の幾つかをぽつぽつと読み返すようになった」という。だが具体的に読み返すのは『平家物語』と『雨月物語』と『方丈記』の三つだけだと述べている。
なお『平家物語』は、「壇浦合戦」の「源氏のつはものども、すでに平家の舟に」から「ちいろの底へぞ入給ふ」までの全文が、長編小説『1Q84』に登場人物の暗誦という形で書き記されている。そして『雨月物語』は、「菊花の約」の編が、長編小説『海辺のカフカ』で紹介されている。